# Distrito electoral de West Marion (Illinois)
West Marion (en inglés: West Marion Precinct) es un distrito electoral ubicado en el condado de Williamson en el estado estadounidense de Illinois. En el Censo de 2010 tenía una población de 12047 habitantes y una densidad poblacional de 123,57 personas por km².

## Geografía
West Marion se encuentra ubicado en las coordenadas 37°43′31″N 88°58′47″O / 37.72528, -88.97972. Según la Oficina del Censo de los Estados Unidos, West Marion tiene una superficie total de 97.49 km², de la cual 89.01 km² corresponden a tierra firme y (8.69%) 8.47 km² es agua.

## Demografía
Según el censo de 2010, había 12047 personas residiendo en West Marion. La densidad de población era de 123,57 hab./km². De los 12047 habitantes, West Marion estaba compuesto por el 87.27% blancos, el 7.68% eran afroamericanos, el 0.39% eran amerindios, el 1.9% eran asiáticos, el 0.02% eran isleños del Pacífico, el 0.95% eran de otras razas y el 1.78% pertenecían a dos o más razas. Del total de la población el 2.53% eran hispanos o latinos de cualquier raza.